# Стратфорд (станція)

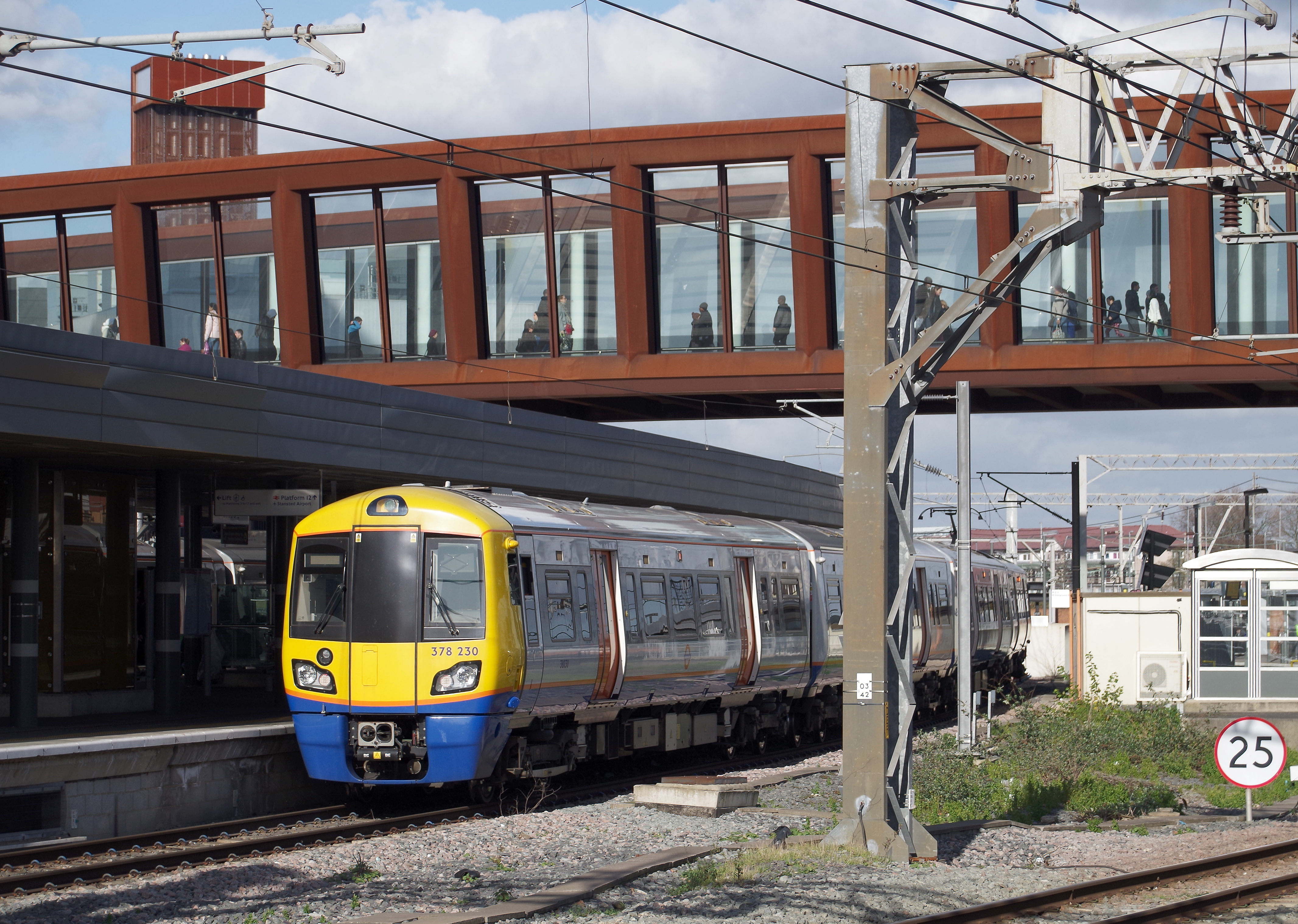
Потяг London Overground class 378 прибуває на станцію

51°32′28″ пн. ш. 0°00′10″ зх. д. / 51.541111° пн. ш. 0.002778° зх. д.
Стратфорд (англ. Stratford) — велика багаторівнева пересадна станція, що обслуговує лондонський район Ньюем. Пересадка на лінії Лондонського метро (лінії Центральна та Джубилі), Доклендського легкого метро (DLR), а також потяги залізничних компаній London Overground, Abellio Greater Anglia та c2c. Розташована за 6,5 км від станції Ліверпуль-стріт. На залізничних квитках станція має назву Стратфорд (Лондон), щоб уникнути плутанини з Стратфордом-на-Ейвоні. Також вживана назва Стратфорд-Регіональна, щоб відрізняти її від станції Стратфорд-Інтернешнл що розташована за 370 м. Станція знаходиться у 3 тарифній зоні. В 2014 році станція обслуговувала 59,31 млн пасажирів метро, та ще 25,564 млн пасажирів залізниці